# CMC (instruction x86)
Pour les articles homonymes, voir CMC.
CMC est une instruction pour les processeurs de la famille x86.

## Description
L'instruction CMC est un mnémonique pour Complement Carry Flag (complémente le drapeau de retenue). Cette instruction inverse (effectue un complément à un) le drapeau de retenue CF (bit 0 du registre EFLAGS). Ainsi, si le drapeau est à 1, l'instruction CMC le fait passer à 0, et vice-versa.
L'instruction CMC est une instruction de base des processeurs x86. Elle fut implémentée sur le premier processeur de cette famille, le 8086.
| Opcode | Instruction | Description                       |
| ------ | ----------- | --------------------------------- |
| F5     | CMC         | Complémente le drapeau de retenue |

### Drapeaux affectés
Seul le drapeau de retenue CF du registre EFLAGS est affecté. Aucun des autres drapeaux d'EFLAGS n'est altéré.

### Exceptions générées
Cette instruction ne génère aucune exception dans aucun des trois modes de fonctionnement du processeur x86 (Mode réel, Mode virtuel 8086, Mode protégé).

## Exemple d'utilisation
Les exemples proposés ne sont valables que pour les processeurs x86.

### Langageassembleur
- MASM (Syntaxe Intel)

```
	mov al, 0FFh
	add al, 1		; le CF est armé après cette addition
	CMC			; inverse le drapeau de retenue et donc désarme le CF
	jc @retenue		; le saut conditionnel n'est pas pris !
	nop			; cette instruction sera bien exécutée
@retenue:

```